# 鸟的故事 (2014年游戏)
《鸟的故事》是由高瞰（Kan "Reives" Gao）的自由鸟工作室制作并发行的冒险角色扮演游戏。2014年11月，游戏发行于Windows、OS X以及Linux平台。《鸟的故事》是连接自由鸟工作室另外两款作品《去月球》以及续作《寻找天堂》之间的外传。游戏收到评论家褒贬不一的评价，负面评论主要抱怨游戏的乏味和慢节奏。

## 游戏玩法
《鸟的故事》是一款短篇电子游戏。游戏中玩家控制一名富有想象力但被大多数角色忽略的小男孩。除了小男孩以及少数几名角色外，其他角色只有影子一般的身体。小男孩找到了一只受伤的鸟后，他渐渐变得快乐、外向，能够注意到更多的人。在游戏地图中，玩家能从公园直接走进走廊，表明游戏不是发生在真实世界。游戏对话较少，Kotaku认为这是遵循了“别说，做”的创作原则。

## 制作与发行

### 开发
《鸟的故事》是自由鸟工作室使用RPG制作大师 XP引擎开发的游戏，并使用开源多平台的RPG制作大师 XP游戏引擎MKXP移植至OS X以及Linux平台。

### 发行
《鸟的故事》发行于2014年11月5日，是连接《去月球》以及续作《寻找天堂》之间的外传。《鸟的故事》与《寻找天堂》拥有同一主角，但高瞰表示《寻找天堂》是独立完整的游戏，不需要游玩《鸟的故事》也能理解剧情。

## 评价
《鸟的故事》获得了褒贬不一的评价。游戏在GameRankings上获得68.67%的评价值。而在Metacritic上收集的18篇评论中则有9篇好评，7篇褒贬不一，2篇差评，综合评分66（满分100）。许多评论家将这款游戏与自由鸟工作室的另一款游戏《去月球》进行对比。安德鲁·巴克（Andrew Barker）在为RPGFan撰写的评论中表示，游玩这款游戏是令人愉快的经历，它的回忆会在脑海中停留。但它并非适合所有人，哪怕游戏时间只有一个小时，节奏依然缓慢。而《PC Gamer》的泰勒·怀尔德（Tyler Wilde）在评论中说道，游戏沉闷且缓慢，但尽管如此剧情依然能够令人伤感。
游戏缺乏操作受到许多评论家的批评。来自Rock, Paper, Shotgun的约翰·沃克（John Walker）认为游戏的移动操作“非常缓慢”。Kotaku的卡茜迪·莫泽（Cassidee Moser）认为，游戏操作的唯一缺点是只能直线行走。《Metro》的罗杰·哈格里夫斯（Roger Hargreaves）表示，这款游戏的巨大失望来自于与《去月球》的成功的对比。故事的可预测性也同样遭受到哈格里夫斯以及Eurogamer的克里斯蒂安·唐兰（Christian Donlan）的批评。